# Biscogniauxia uniapiculata
Biscogniauxia uniapiculata är en svampart. Biscogniauxia uniapiculata ingår i släktet Biscogniauxia och familjen kolkärnsvampar.

## Underarter
Arten delas in i följande underarter:
- macrospora
- uniapiculata
- indica